# Марія Гонзага, Мантуанська
Марія Гонзага також Марія Мантуанська (італ. Maria Gonzaga; 29 липня 1609 — 14 серпня 1660) — принцеса Мантуї та Монтферрата з дому Гонзага, донька герцога Мантуї та Монтферрата Франческо IV Гонзага та савойської принцеси Маргарити, дружина герцога Майєннського Шарля Гонзага-Неверського, суверенна правителька Монтферрата у 1612—1660, регентка Мантуї у 1637—1647 роках.

## Життєпис
Марія народилась 29 липня 1609 року у Мантуї, первісткою в родині спадкоємного принца Мантуї та Монтферрата Франческо та його дружини Маргарити Савойської, за півтора року після їхнього одруження. Згодом з'явились молодший брат Людовіко та сестра Елеонора, яка прожила лише день. 
Батько успадкував владу у червні 1612, та правив лише кілька місяців. Епідемія віспи, що почалася в Мантуї, забрала його та Людовіко у грудні того ж року. Марія залишилась єдиною спадкоємицею. За допомоги діда Карла Еммануїла I та дядька Віктора Амадея вдалося затвердити її права на престол Монтферрата, який могли наслідувати жінки. Мантуя ж відійшла її дядьку Фердинандо. Тим не менш, таке рішення не всіх задовольнило і періодичні військові дії, що дістали назву воєн за Мантуанський спадок, тривали кілька років. Після першої з них, у 1613, Фердинандо Гонзага помістив Марію в мантуанський монастир Святої Урсули на виховання. Регенткою в Монтферраті була матір Марії, Маргарита Савойська.
Фердинандо помер у 1626, не залишивши законних нащадків. Йому наслідував молодший брат, Вінченцо, — інший дядько Марії. Маючи слабке здоров'я та будучи бездітним, він обрав своїм наступником Карла Гонзага-Неверського. Щоб закріпити права того на престол, Вінченцо благословив його старшого сина на шлюб із Марією Гонзага.
Вінчання 18-річної Марії з її однолітком, герцогом Шарлем Майєннським, відбулось 25 грудня 1627 у Мантуї. Вінченцо помер у той же день.

Представник іншої гілки династії Гонзага, Ферранте II Ґвасталла, пред'явив власні претензії на мантуанські землі. Його підтримав імператор Фердинанд II Габсбург, сподіваючись приєднати герцогство до Священної Римської імперії, наклавши на територію секвестр як на виморочний лен. На початку 1628 зайняттям монтферратських міст Трино, Альби та Монкальво савойсько-іспанською армією почалися військові дії, які тривали до підписання Кераскського миру у квітні 1631. Карл Неверський підтвердив свої права на володіння Мантуєю. У серпні 1631 Шарль Гонзага-Неверський помер ще дуже молодим. 1637-го не стало Карла Неверського. Герцогом Мантуї став син Марії Карл II. До його повноліття вона виконувала функції регентки.

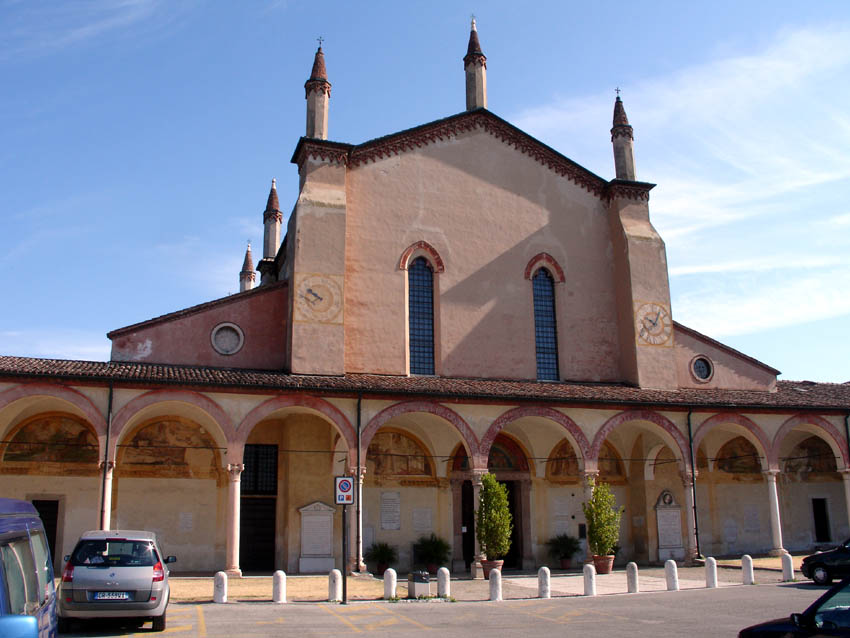
Сантуарій Санта-Марія-делла-Грація

Герцогиня була ініціаторкою багатьох реформ, що змогли відновити економіку країни та стимулювати зростання чисельності населення. Чиновники-франкофіли були замінені, заохочувалася іміграція. Зниження податків призвело до популярності серед народу. Були налагоджені відносини з Іспанією та Священною Римською імперією. Допомогу в цьому їй надала тітка Елеонора Гонзага. При цьому теплі стосунки із Францією збереглися.
У жовтні 1647 Карл II, досягши повноліття, перебрав на себе функції правителя. Юнак відрізнявся легковажністю, безтурботністю та марнотратством. Це призупинило позитивні зміни в герцогстві. Марії ще вдалося влаштувати вигідні шлюби своїх дітей. Карла 1649 одружили з ерцгерцогинею Ізабеллою Кларою Австрійською, а Елеонора 1651 стала третьою дружиною імператора Священної Римської імперії Фердинанда III.
Відійшовши від справ, Марія оселилася на віллі Фаворіта в Порто-Мантовано, неподалік Мантуї. Там і померла 29 липня 1609 року. Була похована у сантуарії Санта-Марія-делла-Грація в Куртатоне.

## Родина
Чоловік —  Шарль Гонзага-Неверський
Діти:
- Марія[5]
- Карл (1629—1665) — герцог Мантуї та Монтферрату, герцог Неверу, Ретелю та Майєнну, князь Аршу, був одруженим з Ізабеллою Кларою Австрійською, мав єдиного сина;
- Елеонора (1630—1686) — дружина імператора Священної Римської імперії Фердинанда III, мала сина та трьох доньок.